# (Untitled)
| 전문가 평가                   | 전문가 평가 |
| 평가 점수                     | 평가 점수   |
| 출처                          | 점수        |
| ----------------------------- | ----------- |
| AllMusic                      | [ 1 ]       |
| The Austin Chronicle          | [ 2 ]       |
| Blender                       | [ 3 ]       |
| Disc                          | [ 4 ]       |
| Encyclopedia of Popular Music | [ 5 ]       |
| The Great Rock Discography    | 6/10        |
| Music Story                   | [ 5 ]       |
| MusicHound Rock               | 4/5         |
| The Rolling Stone Album Guide | [ 5 ]       |
| The Village Voice             | C+          |

《(Untitled)》는 미국의 록 밴드 버즈의 아홉 번째 스튜디오 음반으로, 1970년 9월 14일, 컬럼비아 레코드에서 발매되었다. 이 음반은 더블 음반으로, 첫 번째 LP에는 1970년 초의 라이브 콘서트 녹음이 포함되어 있으며, 두 번째 디스크에는 새로운 스튜디오 녹음이 포함되어 있다. 이 음반은 1969년 말 밴드의 이전 베이시스트인 존 요크를 대신했던 버즈의 새로운 영입 스킵 배틴의 음반에 처음으로 참여했을 뿐만 아니라 밴드의 라이브 녹음의 첫 번째 공식 발매를 나타낸다.
스튜디오 음반은 밴드 리더인 로저 맥귄과 브로드웨이 연극 감독인 자크 레비가 그 두 사람이 개발하고 있던 컨트리 록 뮤지컬을 위해 작곡했던 많은 곡들을 포함하여, 대부분 새롭게 쓰여진, 자체적인 자료로 구성되어 있다. 그 제작은 헨리크 입센의 《페르 귄트》에 기반을 두고 《진 트립》 (입센 연극의 애너그램)이라는 제목으로 무대에 올려질 예정이었지만, 뮤지컬에 대한 계획은 무산되었다. 《진 트립》를 위해 의도되었던 노래들 중 5곡이 대신 버즈에 의해 《(Untitled)》로 녹음되었지만, 4곡만이 음반의 마지막 순서에 등장한다.
이 음반은 빌보드 200 차트에서 40위로 정점을 찍었고, 영국 음반 차트에서 11위에 올랐다.  이 음반에서 가져온 싱글 〈Chestnut Mare〉와 〈Just a Season〉은 1970년 10월 미국에서 발매되었지만, 빌보드 핫 100 차트에서 121위를 밑돌며 놓쳤다. 이 싱글은 이후 1971년 1월 영국에서 발매되었는데, 영국 싱글 차트에서 19위를 기록하며 상당히 좋은 성적을 거두었다. 발매와 동시에, 《(Untitled)》는 긍정적인 평가와 강력한 판매를 받았고, 많은 비평가들과 팬들은 이 음반을 밴드의 형태로의 복귀로 여겼다. 마찬가지로, 이 음반은 오늘날 비평가들에 의해 일반적으로 버즈의 후기 라인업이 제작한 최고의 음반으로 여겨진다.

## 배경
1969년 9월, 버즈의 베이시스트인 존 요크의 해고 이후, 드러머 진 파슨스와 기타리스트 클래런스 화이트의 제안으로 스킵 배틴이 대체자로 영입되었다. 배틴은 35세의 나이로, 밴드의 가장 나이가 많은 멤버였고, 가장 오랜 음악 역사를 가진 멤버였다. 1959년, 대중음악 듀오 스킵 & 플립의 절반으로, 배틴의 음악 전문 경력이 시작되었다. 이 듀오는 1959년과 1961년 사이에, 〈It Was I〉, 〈Fancy Nancy〉, 그리고 〈Cherry Pie〉를 포함하여, 일련의 히트곡들을 기록했다. 스킵 & 플립의 해체 이후, 배틴은 로스앤젤레스로 이사를 가서 프리랜서 세션 음악가로 일했고 밴드 에버그린 블루슈즈를 결성했다. 그 그룹의 해체 이후, 배틴은 1960년대 후반에 세션 작업으로 돌아왔고 진 파슨스를 만났고 몇 년 전부터 알고 지내던 클래런스 화이트와 다시 알게 된 것도 이 시기였다. 요크의 해고와 배틴의 영입은 파슨스가 1972년 7월, 맥귄에 의해 해고되기 전까지 거의 3년 동안 버즈의 마지막 라인업 변화를 기념했다. 따라서 밴드의 맥귄, 화이트, 파슨스, 배틴 라인업은 버즈의 어떤 구성보다도 가장 안정적이고 오래 살았다.
1969년 대부분 동안 버즈의 리더이자 기타리스트인 로저 맥귄은 전직 심리학자이자 브로드웨이 연극 감독인 자크 레비와 함께 헨리크 입센의 《페르 귄트》의 컨트리 록 무대 프로덕션을 개발하고 있었다. 이 뮤지컬은 입센의 연극 제목의 애너그램인 《진 트립》이라는 제목이 붙여질 예정이었으며, 19세기 중반 노르웨이에서 남서 아메리카로 액션을 바꾸기 위해 일부 수정하여 《페르 귄트》의 줄거리를 느슨하게 따를 예정이었다. 이 뮤지컬은 잠정적으로 《이칼러지 70》이라는 제목의 SF 영화를 제작하고 버즈의 전 멤버인 그램 파슨스 (진 파슨스와 관련이 없음)와 전 마마스 앤 파파스의 전 멤버인 미셸 필립스가 은하계 간 꽃 아이들로 출연하는 맥귄의 더 높은 계획의 서막으로 의도되었다. 결국 《진 트립》은 버려졌고, 맥귄과 레비가 프로젝트를 위해 작곡한 몇몇 곡들은 대신 《(Untitled)》와 그것의 후속작인 《Byrdmaniax》에서 발표될 예정이었다.

## 곡 목록
| #  | 제목                                       | 작사·작곡                  | 재생 시간 |
| -- | ------------------------------------------ | -------------------------- | --------- |
| 1. | 〈Lover of the Bayou〉                     | 로저 맥귄, 자크 레비       | 3:39      |
| 2. | 〈Positively 4th Street〉                  | 밥 딜런                    | 3:03      |
| 3. | 〈Nashville West〉                         | 진 파슨스, 클래런스 화이트 | 2:07      |
| 4. | 〈So You Want to Be a Rock 'n' Roll Star〉 | 맥귄, 크리스 힐먼          | 2:38      |
| 5. | 〈Mr. Tambourine Man〉                     | 딜런                       | 2:14      |
| 6. | 〈Mr. Spaceman〉                           | 맥귄                       | 3:07      |

| #  | 제목                 | 작사·작곡                          | 재생 시간 |
| -- | -------------------- | ---------------------------------- | --------- |
| 1. | 〈Eight Miles High〉 | 진 클라크, 맥귄, 데이비드 크로스비 | 16:03     |

| #  | 제목                  | 작사·작곡             | 재생 시간 |
| -- | --------------------- | --------------------- | --------- |
| 1. | 〈Chestnut Mare〉     | 맥귄, 레비            | 5:08      |
| 2. | 〈Truck Stop Girl〉   | 로웰 조지, 빌 페인    | 3:20      |
| 3. | 〈All the Things〉    | 맥귄, 레비            | 3:03      |
| 4. | 〈Yesterday's Train〉 | 파슨스, 스킵 배틴     | 3:31      |
| 5. | 〈Hungry Planet〉     | 배틴, 킴 파울리, 맥귄 | 4:50      |

| #  | 제목                    | 작사·작곡                             | 재생 시간 |
| -- | ----------------------- | ------------------------------------- | --------- |
| 1. | 〈Just a Season〉       | 맥귄, 레비                            | 3:50      |
| 2. | 〈Take a Whiff on Me〉  | 허디 레드베터, 존 로맥스, 앨런 로맥스 | 3:24      |
| 3. | 〈You All Look Alike〉  | 배틴, 파울리                          | 3:03      |
| 4. | 〈Well Come Back Home〉 | 배틴                                  | 7:40      |